# Fort Brûlé
Le fort d'Asnières, appelé aussi fort Brûlé, est un ensemble défensif situé sur les communes d'Asnières-lès-Dijon et de Norges-la-Ville dans le département français de la Côte-d'Or. Il fait partie d’un ensemble de fortifications bâti à partir de 1874 pour protéger les frontières françaises, le système Séré de Rivières. Il est un des éléments d'une ceinture de fortifications devant assurer la protection de la place de Dijon.
Le fort fait l’objet d’une inscription au titre des monuments historiques depuis le 5 mai 2006.

## Situation géographique
Le fort est situé au nord de l'agglomération dijonnaise, à la limite des communes d’Asnières-lès-Dijon et de Norges-la-Ville. Son altitude moyenne est de 362 mètres.

## Histoire
Au lendemain de la défaite traumatisante de 1870-1871, la place de Dijon est choisie, avec Langres, Besançon, Reims, Laon et La Fère pour constituer la « deuxième ligne » du système de défense de Séré de Rivières (la première étant axée sur Verdun, Toul, Épinal et Belfort). Un ensemble de forts et de réduits militaires ceinture donc l'agglomération dijonnaise de 1875 à 1883 : le fort d'Asnières, la redoute de Saint-Apollinaire, le fort de Varois, le fort de Sennecey, le fort de Beauregard, le réduit du Mont-Afrique, le fort de la Motte-Giron et le fort d'Hauteville.
Le fort d'Asnières fut construit entre 1876 et 1877.
Le fort Brûlé n'aura pas défendu l'agglomération dijonnaise lors des deux guerres mondiales. Ce sont les Allemands qui le réutiliseront comme stock de munitions pendant la Seconde Guerre mondiale. Ceux-ci ont occasionné de considérables dégâts en 1944 en faisant sauter des munitions dans le fort, tant et si bien qu’à l'exception de l'aileron du saillant II, il ne reste pratiquement rien de la moitié gauche de l'ouvrage.
Le fort est maintenant la propriété d'un propriétaire privé.

## Construction

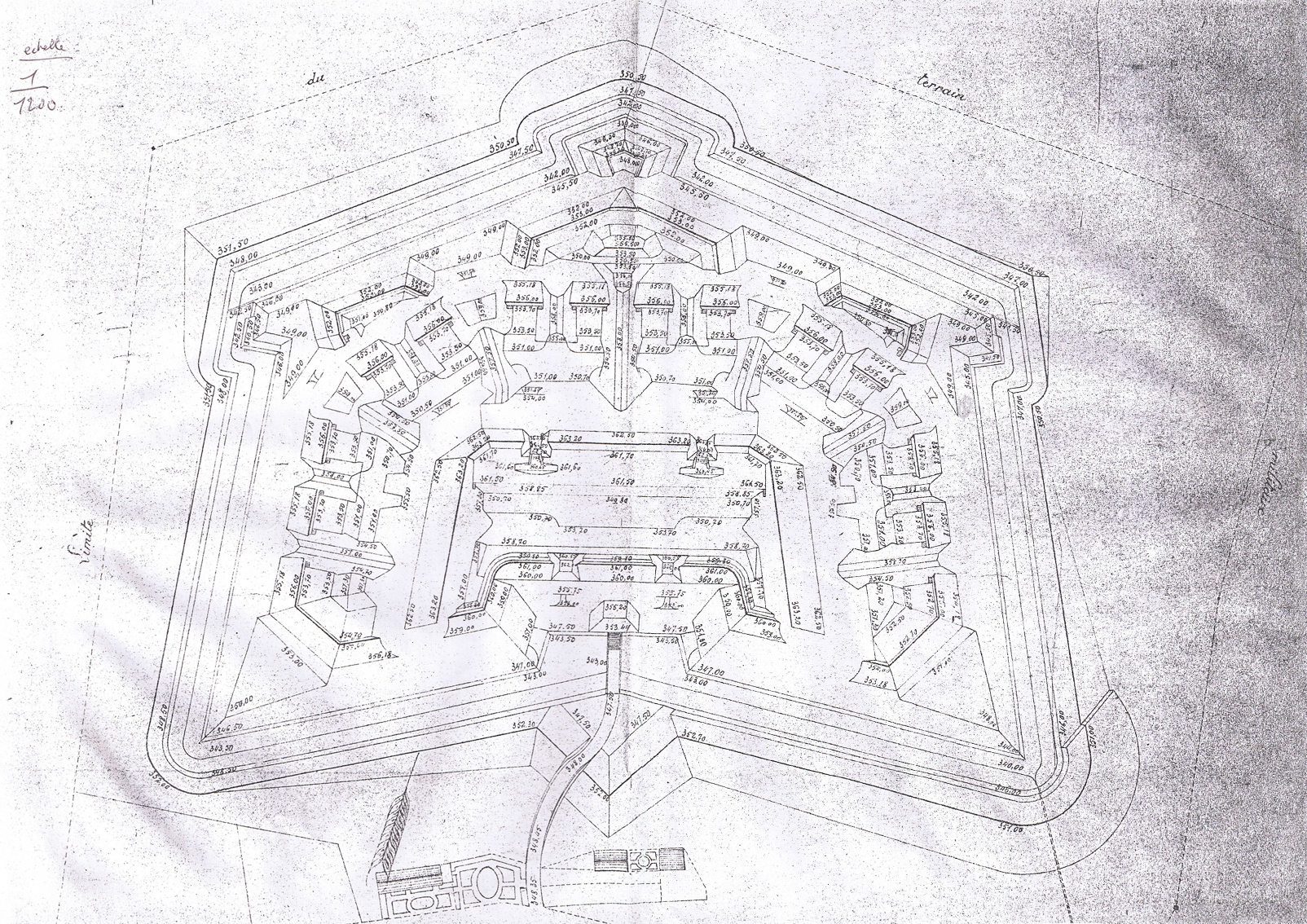
Plan.

Son plan polygonal à batterie basse, était flanqué de deux ailerons à chaque saillant, pour la défense des fossés. Une caponnière de front de tête, deux coffres de courtine de part et d'autre de l'entrée, défendaient l'accès menant à un système de pont, modèle unique autour de Dijon.
Ce pont, de type Truck, était constitué d'un plateau roulant sur deux rails placés transversalement devant la porte d'entrée. Son effacement sous le poste de garde dégageait une fosse profonde créant une brèche sous le porche.
La façade de gorge et la courtine sont conservées, portant la date de 1876-1877 au-dessus du porche d'entrée.
L'armement, réparti pour le flanquement, les huit casemates et les remparts, est de quarante-quatre pièces d'artillerie.
Les deux citernes avaient une capacité totale de 600 m2, permettant de soutenir un siège de six mois.
Le service de l'artillerie et de l'infanterie était assuré par 735 hommes,.

## Le fort aujourd’hui

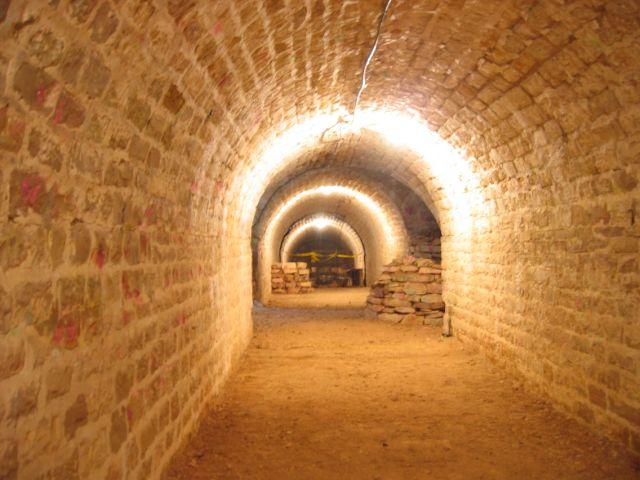
Tunnel.
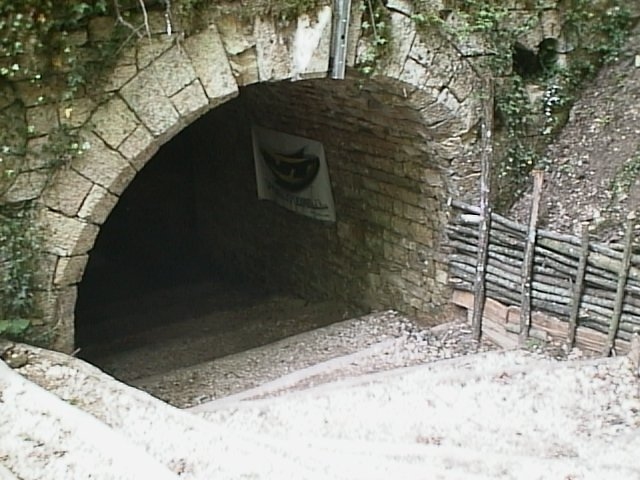
Cour intérieure.

Laissé à l'abandon depuis sa destruction, ce sont maintenant des associations pratiquant le paintball qui l'entretiennent et le font vivre depuis 1999,.